# Cypselurus comatus
Cypselurus comatus is een straalvinnige vissensoort uit de familie van vliegende vissen (Exocoetidae). De wetenschappelijke naam van de soort is voor het eerst geldig gepubliceerd in 1815 door Mitchill.